# Popillia trichocnemis
Popillia trichocnemis är en skalbaggsart som beskrevs av Ohaus 1920. Popillia trichocnemis ingår i släktet Popillia och familjen Rutelidae. Inga underarter finns listade i Catalogue of Life.